# Арн, Майкл
Майкл Арн (англ. Michael Arne) — британский театральный композитор. Сын композитора Томаса Арна. Его отец, Томас Арне, был самым важным английским театральным композитором восемнадцатого века и считается катализатором возрождения английской оперы в начале 1730-х годов.  Как и его отец, Арне работал в основном как композитор инструментальной  и вокальной музыки, внося небольшой вклад в другие музыкальные жанры.

## Биография
Дата рождения композитора точно не известна. Он родился предположительно 1740-41 годах в Лондоне. Музыке Майкла Арна обучал отец. Майкл был также драматическим актёром, оперным певцом. Как певец Майкл Арн дебютировал в 1750 году в Лондоне Был виртуозом игры на арпсихорде (клавесин).
С 1756 года писал театральную музыку, которая пользовалась большим успехом среди публики благодаря мелодичности, простоте и доступности содержания. Его оперы «Эдгар и Эммелина» (1761), «Гименей» (1764), «Альмена» (1764), «Саймон» (1767) и другие шли на сценах лондонских театров «Ковент-Гарден» и «Друри-Лейн». Оперу «Альмена» Арн наисал совместно с Дж. Бэттишилл.
Арн принимал участие совместно с другими композиторами в музыкальном оформлении 14 спектаклей и был автором некоторых номеров. Особенно были популярны песни Арна из драматических спектаклей по пьесам Шекспира, Филдинга, Шеридана и др.
В 1771-72 годах совершил поездку в Германию в качестве дирижёра. Майкл Арн также интересовался и занимался алхимией. Скончался 14 марта 1786 года в Лондоне.

## Семья
Отцом Майкла Арна был известный композитор Томас Арн, написавший множество опер. Он является автором гимна «Правь, Британия». Майкл во многом повторил своего отца; они оба ставили свои произведения в театрах «Ковент-Гарден» и «Друри-Лейн», оба были актёрами (Томас Арн играл в спектакле «Генрих IV, часть 2»). Мать Майкла Арна, Сесилия Янг, была известной певицей, сопрано, и была членом знаменитой семьи музыкантов Янг. Её отец Чарльз Янг был знаменитым композитором Англии. Кузины Майкла Арна из семьи Янг были певицами. Его тётя, сестра Томаса Арна Сьюзан Арн была знаменитой певицей.